# Paradís
|  | Per a altres significats, vegeu «Paradís (desambiguació)». |

Paradís designa en origen un jardí clos, bell i arreglat. Per extensió, en moltes religions i mitologies és un lloc desitjable, sovint ofert com a premi etern per haver dut una vida digna.

## Etimologia

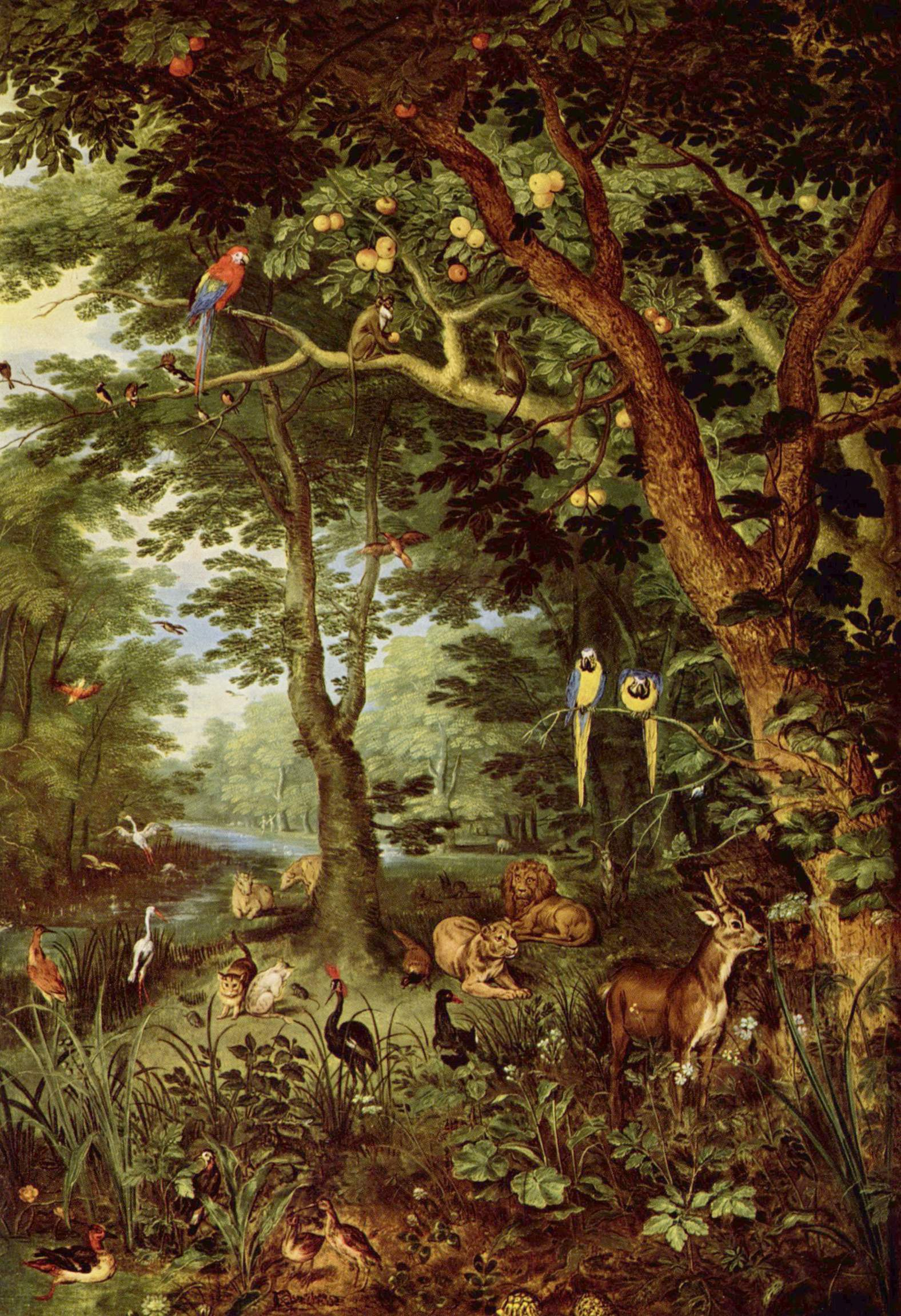
El paradís segons Jan Brueghel

La paraula "paradís" prové del persa پرديس pairidaeza "clos" o “hort tancat amb murs”. És un compost de pairi- "al voltant" (un cognat del grec peri-) i –diz, "crear", "fer".
Xenofont és el primer a transposar la paraula i la noció perses de paradís a Europa, a partir de la seva experiència com a mercenari al servei del rei persa Cir el Jove. Al seu Anàbasi (segle iv aC) al·ludeix al παράδεισος paradéisos persa, en el seu significat original i que fa referència a un jardí extens i ben arreglat, que es presenta com un lloc bell i agradable, on a més d'arbres i flors, es veuen animals engabiats o en llibertat.
La forma de la paraula que avui en dia significa "cel" o "quelcom immensament plaent" s'empra per primer cop a la Bíblia hebraica Septuaginta, escrita en grec en una època posterior a Xenofont, de qui n'adopta el mot, per a al·ludir al Jardí de l'Edèn. Sembla que el primer lligam entre aquest mot i el cel físic o firmament data dels astrònoms babilònics.
En llatí paradisus adopta també la doble lectura d'hortus conclusus i de paradís.

## Antic Egipte
En la mitologia egípcia, Aaru, Yaaru, Iaru o Aaluera era el paradís de l'inframon on manava Osiris; les ànimes (Ka) que pels seus pocs pecats pesaven menys que la Ploma de la veritat eren enviades a Aaru per a viure-hi en calma durant tota l'eternitat. Aaru era considerat un lloc a l'est (allà on sorgeix el sol) i era descrit com un delta o una sèrie d'illes cobertes de canyes.
Noms alternatius: Yaaru, Iaru, Aalu

## Segons la Bíblia
A la Bíblia, el Paradís designa originalment al Jardí de l'Edèn on Déu posa a Adam després de crear-lo (Gènesi, 2). No obstant això, al Nou Testament es diu així al Tercer Cel on Pau és conduït en èxtasi (2_Cor 12:4) i a la morada eterna on viuran els justs (Lluc 23:43) on Jesucrist diu al bon lladre «Avui seràs amb mi al Paradís»).

## El Paradís jueu
El Paradís jueu s'assembla al Sheol però no està tan definit com en altres creences. Sembla més aviat un concepte que un lloc físic. La tradició posterior el divideix en set cels (d'aquí l'expressió "estar al setè cel" com a sinònim del màxim plaer i benestar) poblats d'àngels (que passaran als altres cultes monoteistes).

## El Paradís cristià
Hi ha una certa confusió entre aquest terme i el cel. En un primer moment, "paradís" només era un sinònim de l'Edèn, el jardí dels primers homes, que van perdre la joia infinita pel pecat original. D'aquí que només hi hagués una manera de recobrar aquesta alegria perpètua, viure eternament amb Déu, és a dir, salvar l'ànima. Alguns autors medievals, com Orígenes, el consideraven un primer esglaó abans d'ascendir al cel definitiu: primer l'ànima entrava en el millor dels mons possibles a la Terra i després ja anava al cel, un no-lloc on només la possessió i contemplació de Déu aportava felicitat eterna. La identificació entre Paradís i cel va anar augmentant amb el pas dels segles fins a esdevenir sinònims. Aquesta concepció va passar a altres religions.

## El Paradís islàmic
El Paradís islàmic s'anomena Jannà, que vol dir jardí. Se'l simbolitza per un espai envoltat per vuit portes, cadascuna amb cent graus, on van a parar les ànimes segons la seva bondat en vida. Allà els creients veuran satisfet qualsevol desig i desapareixeran les diferències entre ells (fins i tot físiques, perquè tots tindran la mateixa alçada, uns 33 anys de mitjana i roba luxosa). Gaudiran de les hurís, dones celestials de gran bellesa i estaran envoltats de jardins amb aigua, joies i menjar. És un Paradís ple de metàfores físiques.